# Gare de Braine-Alliance
Pour les articles homonymes, voir Gare de Braine.
La gare de Braine-Alliance est une nouvelle gare ferroviaire belge de la ligne 124, de Bruxelles-Midi à Charleroi-Central, située sur le territoire de la commune de Braine-l'Alleud dans la province du Brabant wallon en région wallonne.
En cours de construction (les quais sont déjà bien visibles, bien que non finalisés), sa mise en service était prévue avant 2016, dans le cadre du futur Réseau express régional bruxellois. Elle a maintenant été retardée et devrait être mise en service en 2025.

## Situation ferroviaire
Établie à 116 mètres d'altitude, la gare de Braine-Alliance est en construction sur la ligne 124, de Bruxelles-Midi à Charleroi-Central, entre les gares de Braine-l'Alleud et de Lillois.

## Histoire
Dans le cadre du futur Réseau express régional bruxellois les travaux ont débuté en 2010 sur le site de la future gare. Il est prévu trois quais de 250 mètres, un passage souterrain pour l'accès aux quais et un parking de 240 places.

## Service des voyageurs
Nouvelle gare au stade des travaux avant mise en service.